# میناب (رود)

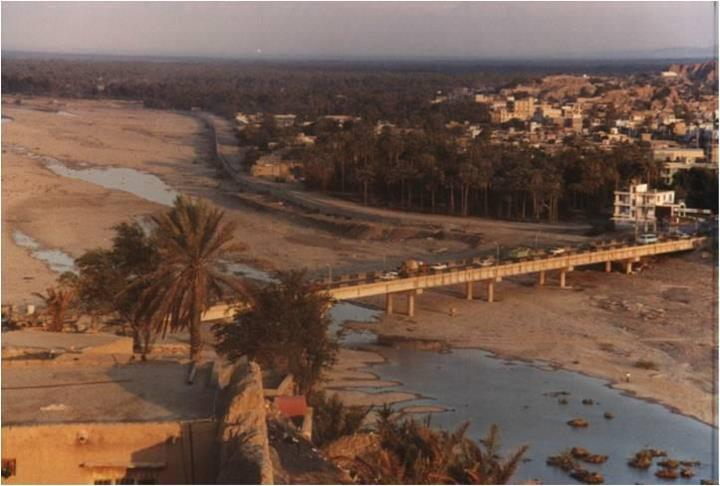
نمایی از پل رودخانهٔ میناب در هرمزگان - ۱۳۹۱

رودخانه میناب یکی از نقاط دیدنی استان هرمزگان در جنوب ایران است.
این رود یکی از پرآب‌ترین رودهای جنوبی ایران است و از دو رودخانه دیگر به نام‌های «رودان» و «جغین» تشکیل شده‌است. رودخانه رودان از بلندیهای گلاشگرد واقع در غرب کهنوج و رودخانه جغین از ارتفاعات جنوب شرقیشهرستان منوجان سرچشمه می‌گیرد.
طول این رودخانه از ابتدایی‌ترین سرچشمه‌ها تا دریا به ۱۸۰ کیلومتر می‌رسد. آورد متوسط آن ۳۲۰ میلیون متر مکعب در سال است. حدود دوسوم آب رودخانه از شاخه رودان می‌آید. میزان آب پایه آن (آب دائمی) در گذشته ۷۰ میلیون متر مکعب در سال بوده‌است که در سال‌های اخیر به علت حفر بی‌رویه چاه‌ها در دشت‌های رودان و مسافر آباد بسیار کاهش یافته‌است. این دو رودخانه، در نزدیکی روستای برنطین واقع در ۲۵ کیلومتری شمال شرقی شهر میناب به هم می‌پیوندند و «رودخانه میناب» را به وجود می‌آورند. به علت شیرینی آب این رودخانه از امتیازات عمرانی و اقتصادی ناشی از آن سد بزرگی نیز بر روی آن ساخته شده‌است. طول رودخانه از محل سد تا دریا حدود ۳۰ کیلومتر است. رودخانه میناب که از کناره شهر میناب می‌گذرد به چهره این شهر که در طرفین این دامن گسترده‌است و با سر سبزی نخلستان‌های اطراف درآمیخته جلوه‌ای ویژه می‌بخشد به طوری که این شهر را یکی از نقاط بسیار زیبای استان هرمزگان ساخته‌است. سد میناب در ۲ کیلومتری شرق میناب بر روی این رود احداث شده‌است. این سد همراه با جزیره آن که مخزن آب طبیعت سرسبز دره‌های اطراف است فضایی با ارزشهای توریستی و بسیار دیدنی آورده‌است. علاوه بر آبیاری ده هزار هکتار از زمین‌ها و باغ‌های میناب، قسمت عمدهٔ آب مصرفی شهر بندرعباس را نیز تأمین می‌کند.